# Meonwara

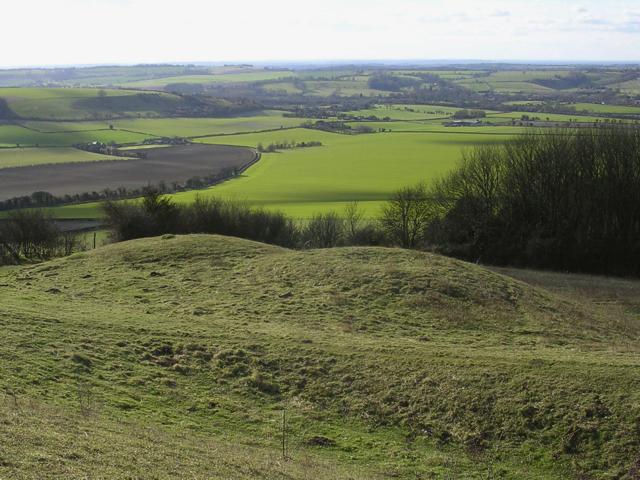
Ronda doble barrow en el cerro del Viejo Winchester, con vistas sobre el valle del Meon Valle

Meonwara o Meonsæte es el nombre de un pueblo que vivió en la zona del valle del río Meon, en Hampshire meridional, Inglaterra, durante finales del siglo V comienzos del VI. Meonwara Significa "Gentes del Meon" en Inglés antiguo. Aunque los primeros estudiosos apuntaron a que los Meonwara eran de estirpe juta, los historiadores modernos consideran que el nombre es una mera referencia geográfica a los habitantes de la zona, esencialmente britanos nativos que habrían aprendido inglés de sus gobernantes Jutos con el tiempo.
La Crónica anglosajona registra una serie de desembarcos anglosajones entre 449 y 514 en esta área. Mientras que los últimos en llegar son denominados como "sajones del oeste" no hay información sobre los primeros, a los que se considera generalmente jutos. Según la Crónica anglosajona los fundadores de Meonwara fueron Port y sus dos hijos Bieda y Maegla. Ninguno de estos nombres son claramente germánicos y al menos uno, Maegla, es realmente britano (ver galés "mael", Britano "maglos").
Estos primeros invasores fueron seguidos posteriormente por Wihtgar y su hermano Stuf de los que se dice colonizaron la Isla de Wight (se considera tradicionalmente que el nombre Wight deriva de Wihtgar, aunque el nombre Vectis está atestiguado en el periodo Romano por Plinio y Diodorus, entre otros). Sin embargo, es más correcto referirnos a estos grupos de población como Wihtwara.

El Anglo la crónica sajona da una breve descripción Jutos que se asentaron al sur de Wessex:
"De los Jutos descienden los hombres de Kent, los Wightwarians (aquello es, la tribu que ahora mora en la Isla de Wight), y los parientes de Wessex a los que esos hombres llaman aún los parientes de los Jutos.
Otra fuente de información proviene de la Historia ecclesiastica gentis Anglorum de Bede:
"De origen Juto desciende el pueblo de Kent y la Isla de Wight y aquellos en la provincia de los sajones del oeste frente a la Isla de Wight que son llamados Jutos hasta hoy."
Hallazgos arqueológicos han desenterrado pruebas, en el valle del Río Hamble y en otros lugares, de que estos primeros colonos eran probablemente Jutos, y no sajones.